# Gomphrena sericea
Gomphrena sericea är en amarantväxtart som beskrevs av Spreng.. Gomphrena sericea ingår i släktet klotamaranter, och familjen amarantväxter. Inga underarter finns listade i Catalogue of Life.